# Luka Lipošinović
Luka Lipošinović (Szabadka, 1933. május 12. – Zágráb, 1992. szeptember 26.) olimpiai ezüstérmes horvát edző, korábbi labdarúgó.
A jugoszláv válogatott tagjaként részt vett az 1956. évi nyári olimpiai játékokon, illetve az 1958-as világbajnokságon.

## Sikerei, díjai
Dinamo Zagreb
- Jugoszláv bajnok (2): 1953–54, 1957–58
- Jugoszláv kupa (1): 1959–60

LASK Linz
- Osztrák bajnok (1): 1964–65
- Osztrák kupa (1): 1964–65

Jugoszlávia
- Olimpiai ezüstérmes (1): 1956